# Tour der neuseeländischen Rugby-Union-Nationalmannschaft nach Australien und Fidschi 1974
| Tour der All Blacks nach Australien und Fidschi 1974 | Tour der All Blacks nach Australien und Fidschi 1974 | Tour der All Blacks nach Australien und Fidschi 1974 | Tour der All Blacks nach Australien und Fidschi 1974 | Tour der All Blacks nach Australien und Fidschi 1974 |
| Übersicht                                            | S                                                    | G                                                    | U                                                    | N                                                    |
| ---------------------------------------------------- | ---------------------------------------------------- | ---------------------------------------------------- | ---------------------------------------------------- | ---------------------------------------------------- |
| Test Matches                                         | 03                                                   | 02                                                   | 1                                                    | 0                                                    |
| Sonstige Spiele                                      | 10                                                   | 10                                                   | 0                                                    | 0                                                    |
| Gesamt                                               | 13                                                   | 12                                                   | 1                                                    | 0                                                    |
|                                                      |                                                      |                                                      |                                                      |                                                      |
| Australien                                           | 03                                                   | 02                                                   | 1                                                    | 0                                                    |

Die Tour der neuseeländischen Rugby-Union-Nationalmannschaft nach Australien und Fidschi 1974 umfasste eine Reihe von Freundschaftsspielen der All Blacks, der Nationalmannschaft Neuseelands in der Sportart Rugby Union. Das Team reiste im Mai und Juni 1974 durch Australien und Fidschi, wobei es 13 Spiele bestritt. Dazu gehörten zwei Test Matches gegen die Wallabies und eine Begegnung mit der fidschianischen Nationalmannschaft, die nicht als Test Match zählte. Die Neuseeländer entschieden zwölf Spiele für sich und verteidigten den Bledisloe Cup; hinzu kam ein Unentschieden.

## Spielplan
- Hintergrundfarbe grün = Sieg
- Hintergrundfarbe gelb = Unentschieden

(Test Matches sind grau unterlegt; Ergebnisse aus der Sicht Neuseelands)
| #  | Datum         | Gegner                       | Ort        | Stadion               | Ergebnis |
| -- | ------------- | ---------------------------- | ---------- | --------------------- | -------- |
| 01 | 01. Mai 1974  | South Australia              | Adelaide   | Norwood Oval          | 117:6    |
| 02 | 05. Mai 1974  | Western Australia            | Perth      | Perry Lakes Stadium   | 31:3     |
| 03 | 08. Mai 1974  | Victorian Rugby Union        | Melbourne  | Lakeside Stadium      | 41:3     |
| 04 | 12. Mai 1974  | Sydney XV                    | Sydney     | Sydney Sports Ground  | 33:10    |
| 05 | 15. Mai 1974  | New South Wales Country      | Dubbo      | Dubbo Ground          | 27:4     |
| 06 | 18. Mai 1974  | New South Wales Waratahs     | Sydney     | Sydney Cricket Ground | 20:0     |
| 07 | 21. Mai 1974  | Australian Capital Territory | Queanbeyan | Seiffert Oval         | 49:0     |
| 08 | 25. Mai 1974  | Australien                   | Sydney     | Sydney Cricket Ground | 11:6     |
| 09 | 28. Mai 1974  | Queensland Reds              | Brisbane   | Ballymore Stadium     | 42:6     |
| 10 | 01. Juni 1974 | Australien                   | Brisbane   | Ballymore Stadium     | 16:16    |
| 11 | 03. Juni 1974 | Queensland Country           | Toowoomba  | Gold Park             | 29:0     |
| 12 | 08. Juni 1974 | Australien                   | Sydney     | Sydney Cricket Ground | 16:6     |
| 12 | 11. Juni 1974 | Fidschi                      | Suva       | National Stadium      | 14:13    |

## Test Matches
| 25. Mai 1974 | Australien                         | 6 : 11        | Neuseeland                                            | Sydney Cricket Ground, Sydney Zuschauer: 11.000 Schiedsrichter: Roger Vanderfield (Australien) |
| 25. Mai 1974 | Versuche: Price Erhöhungen: McLean | (6:3) Bericht | Versuche: Kirkpatrick D. Robertson Straftritte: Karam | Sydney Cricket Ground, Sydney Zuschauer: 11.000 Schiedsrichter: Roger Vanderfield (Australien) |

Aufstellungen:
- Australien: John Cole, Roger Davis, Garrick Fay, John Hipwell , Peter Horton, John Lambie, David l’Estrange, Mark Loane, Stuart MacDougall, Jeff McLean, Paul McLean, John Meadows, Laurie Monaghan, Ray Price, Geoffrey Shaw
- Neuseeland: Grant Batty, Billy Bush, John Callesen, Bruce Gemmell, Ian Hurst, Joe Karam, Ian Kirkpatrick, Andy Leslie , Tane Norton, Bruce Robertson, Duncan Robertson, Ken Stewart, Kerry Tanner, Bryan Williams, Peter Whiting

| 1. Juni 1974 | Australien                                                            | 16 : 16       | Neuseeland                                                      | Ballymore Stadium, Brisbane Zuschauer: 13.000 Schiedsrichter: Robert Burnett (Australien) |
| 1. Juni 1974 | Versuche: Hipwell Monaghan Erhöhungen: McLean Straftritte: McLean (2) | (6:7) Bericht | Versuche: Hurst Leslie Erhöhungen: Karam Straftritte: Karam (2) | Ballymore Stadium, Brisbane Zuschauer: 13.000 Schiedsrichter: Robert Burnett (Australien) |

Aufstellungen:
- Australien: John Cole, Greg Cornelsen, Roger Davis, Garrick Fay, Ronald Graham, John Hipwell , Peter Horton, John Lambie, David l’Estrange, Stuart MacDougall, Paul McLean, Laurie Monaghan, Ray Price, Geoffrey Shaw, Owen Stephens
- Neuseeland: Billy Bush, John Callesen, Bruce Gemmell, Ian Hurst, Joe Karam, Ian Kirkpatrick, Andy Leslie , Jon McLachlan, Tane Norton, Bruce Robertson, Duncan Robertson, Ken Stewart, Kerry Tanner, Bryan Williams, Peter Whiting

| 8. Juni 1974 | Australien              | 6 : 16        | Neuseeland                                                | Sydney Cricket Ground, Sydney Zuschauer: 37.225 Schiedsrichter: Roger Vanderfield (Australien) |
| 8. Juni 1974 | Straftritte: McLean (2) | (0:6) Bericht | Versuche: Batty Kirkpatrick Stevens Erhöhungen: Karam (2) | Sydney Cricket Ground, Sydney Zuschauer: 37.225 Schiedsrichter: Roger Vanderfield (Australien) |

Aufstellungen:
- Australien: John Cole, Greg Cornelsen, Roger Davis, Garrick Fay, Ronald Graham, John Hipwell , Peter Horton, John Lambie, David l’Estrange, Stuart MacDougall, Paul McLean, Laurie Monaghan, Ray Price, Geoffrey Shaw, Owen Stephens
- Neuseeland: Grant Batty, John Callesen, Ashley Gardiner, Joe Karam, Ian Kirkpatrick, Andy Leslie , Joe Morgan, Tane Norton, Bruce Robertson, Duncan Robertson, Ian Stevens, Ken Stewart, Kerry Tanner, Bryan Williams, Peter Whiting